# Kamienica Czulskiego w Warszawie
Kamienica Czulskiego – kamienica znajdująca się przy ul. Krakowskie Przedmieście 12 w Warszawie. 

## Opis
Kamienica powstała około połowy XVIII wieku. Ok. 1743 roku powstał w tym miejscu dom murowany Bogusza, ok. 1754 roku stał się on własnością sekretarza królewskiego Makowskiego. Wtedy mieścił się tam szynk Jana Arenta. Był to wówczas dom jednopiętrowy z facjatą na dachu. Niedługo potem budynek został przebudowany lub zbudowany na nowo. Po 1984 roku stał się własnością Johanna Ekierta. Pod koniec XVIII kamienica została uzupełniona o nową facjatę i nadbudowana o drugie piętro. W okresie międzywojennym funkcjonowała w tym miejscu kawiarnia Akademicka. Podczas II wojny światowej, w 1944 roku, kamienica została częściowo spalona, w latach 1948-49 odrestaurowana.